# جولي زناتي
جولي زناتي (بالفرنسية: Julie Zenatti)‏ هي مغنية فرنسية ولدت في يوم 5 فبراير 1981 في باريس لأب يهودي جزائري وأم إيطالية. بدأت الغناء في سنة 1997 وأنتجت سبعة ألبومات. بالإضافة للغناء هي تتقن العزف على البيانو.